# 深圳大学微纳光电子学研究院
深圳大学微纳光电子学研究院成立于2019年，为深圳大学相对独立的科研机构，主要研究方向有光场调控、光学超分辨成像与传感、光子晶体、人工微结构材料、二维材料等。

## 历史沿革
- 2013年，南开大学袁小聪教授加盟深圳大学，组建纳米光子学研究中心[1]；中国工程院院士范滇元研究员加盟深圳大学光电工程学院[2]。
- 2014年，6月，深圳大学与新加坡国立大学合作共建光电科技协同创新中心[3]。
- 2017年，6月，二维材料光电科技教育部国际合作联合实验室揭牌成立，范滇元院士出任实验室中方主任[4]。
- 2019年，1月，原属光电工程学院的二维材料光电科技国际合作联合实验室、纳米光子学研究中心及电子科学与技术学院的微结构光电材料与器件实验室组建微纳光电子学研究院，为深圳大学相对独立机构[5]，范滇元院士出任名誉院长。
- 2022年，3月，微结构光电材料与器件实验室划转至电子与信息工程学院。

## 管理团队
| 院长 - 范平 | 党委书记 - 李瑛 | 副院长 - 雷霆 |

## 学术科研

### 学科设置
截至2021年，微纳光电子学研究院共有以下研究生学位授权点和博士后流动站：
- 学术型硕士学位授权点：光学工程
- 专业学位硕士学位授权点：光电信息工程
- 博士学位授权点：光学工程
- 博士后流动站：光学工程

### 研究机构
- 二维材料光电科技协同创新中心
- 纳米光子学研究中心

## 知名学者
- 范滇元：中国工程院院士，深圳大学微纳光电子学研究院特聘教授。
- Michael Geoffrey Somekh：英国皇家工程院院士，深圳大学纳米光子学研究中心特聘教授[1]。
- 袁小聪：教育部“长江学者”特聘教授，深圳大学纳米光子学研究中心主任，原南开大学教授。